# 24時間テレビ36 愛は地球を救う
『24時間テレビ36 「愛は地球を救う」  ニッポンって･･･? 〜この国のかたち〜』（24じかんテレビ36「あいはちきゅうをすくう」 ニッポンって･･･? 〜このくにのかたち〜）は、日本テレビにて2013年8月24日（土曜日）18:30 - 8月25日（日曜日）20:54（JST）に生放送された通算36回目の『24時間テレビ』である。

## 概要
「日本テレビ開局60年記念番組」として放送された。
前回は15分拡大された「土曜18:30 - 日曜21:09」での放送だったが、今回は通常通り土曜18:30 - 日曜20:54となった。
メインパーソナリティでもある嵐は2年連続、4度目の担当となった。
この年は「世界の果てまでイッテQ!」「月曜から夜ふかし」の制作陣を中心としたスタッフ構成であったため、これに関わる演者も多く出演している。

## 出演者
※グループ名・所属は基本的に当時のもの

### 総合司会
- 羽鳥慎一
- 桝太一（当時・日本テレビアナウンサー）

### メインパーソナリティー
- 嵐
  - 大野智
  - 櫻井翔
  - 相葉雅紀
  - 二宮和也
  - 松本潤

### チャリティーパーソナリティー
- 上戸彩

### サポーター
- 徳光和夫
- 間寛平

### チャリティーマラソンランナー
- 大島美幸（森三中）

## 企画・コーナー

### タイムテーブル
| 時間         | コーナー名                                                                                            |
| ------------ | --- |
| 24日 18:30 - | オープニング                                                                                          |
| 24日 18:45 - | 森三中大島美幸体重測定 チャリティーマラソン（距離88km）スタート                                       |
| 24日 19:00 - | イモトアヤコと子どもたちが挑む富士山登山生中継                                                        |
| 24日 19:15 - | 森三中大島の直前マラソン合宿                                                                          |
| 24日 19:30 - | 肢体の不自由な高校生たちとウォーターボーイズに生挑戦                                                  |
| 24日 19:45 - | 二宮和也の日本調査１                                                                                  |
| 24日 20:00 - | 間寛平、陸上十種に挑戦                                                                                |
| 24日 20:20 - | ダーツの旅（大野智、櫻井翔、上戸彩、桝太一アナ）                                                      |
| 24日 20:40 - | 復活の華原朋美「I’m proud」熱唱                                                                       |
| 24日 21:00 - | 24時間テレビドラマスペシャル「今日の日はさようなら」                                                  |
| 24日 23:30 - | 深夜も嵐にしやがれ（嵐 VS 関ジャニ∞ 因縁対決）                                                        |
| 25日 0:10 -  | 二宮和也の日本調査２                                                                                  |
| 25日 0:20 -  | ダーツの旅（櫻井翔）                                                                                  |
| 25日 0:30 -  | 朝まで生しゃべくり007 Going! Sports＆News スポーツ世界記録工場 朝まで結婚式中継等                     |
| 25日 5:30 -  | 日本列島横断 スターものまね天気予報                                                                   |
| 25日 6:00 -  | 日本絶景ズームリレー                                                                                  |
| 25日 7:30 -  | 車椅子の姉妹が無重力の世界へ                                                                          |
| 25日 8:00 -  | ドラマ『今日の日はさようなら』真実の物語ドキュメンタリー                                              |
| 25日 8:30 -  | 生涯をかけて守った友との約束                                                                          |
| 25日 9:00 -  | 日本人18万人が命を落とした戦場                                                                        |
| 25日 9:30 -  | 板尾創路が愛娘の死を乗り越える                                                                        |
| 25日 10:00 - | 小学生が8の字跳びギネス記録に挑戦                                                                     |
| 25日 10:15 - | 22年開封できなかった亡き妻の恋文を羽鳥慎一が開封                                                      |
| 25日 11:30 - | 二宮和也の日本調査3                                                                                   |
| 25日 12:20 - | 天才!志村どうぶつ園 志村けんが高知へ。闘病の少女に捧げるひまわり                                      |
| 25日 13:00 - | 大野智、被災地の子どもたちと描くふるさとの絵 「グリッターペインティング」で、被災地の故郷の風景を描く |
| 25日 13:30 - | 岩本恭生、5年間に渡る妻の介護生活を激白                                                               |
| 25日 14:00 - | 真矢みきが被災地の花屋さんと再会                                                                      |
| 25日 14:30 - | 燃え上がれ！青春と友情の 高校ダンス甲子園                                                             |
| 25日15:30 -  | 宮川大輔と片足の少女が屋久島縄文杉登山にリベンジ                                                      |
| 25日 15:45 - | 嵐スペシャルメドレー「Danceeeeen’ARASHI」                                                             |
| 25日 16:00 - | 「あの日歌えなかった卒業の合唱」 今日新たなる旅立ちの歌                                               |
| 25日 16:30 - | 二宮和也の日本調査4                                                                                   |
| 25日 16:45 - | 大野智と羽鳥ダーツの旅                                                                                |
| 25日 17:00 - | ダウン症の女性達がAKB48メドレーに挑戦！                                                               |
| 25日 17:30 - | 笑点メンバーチャリティー大喜利                                                                        |
| 25日 18:00 - | 森光子に捧げる嵐＆東山紀之「君だけに」                                                                |
| 25日 18:15 - | 間寛平1500m走                                                                                         |
| 25日 18:30 - | 松本潤が耳の不自由な子どもたちと共に刻むタップダンス                                                  |
| 25日 19:00 - | 上戸彩リポート「福島立ち入り禁止区域で家族を探す父」                                                  |
| 25日 20:10 - | フィナーレ                                                                                            |

## スタッフ
- 技術統括：石塚功
- 美術統括：大川明子
- 総合TD：山口裕司
- マイクロプラン：小野敏之
- 音声プラン：林英毅
- 本社VTR︰佐藤建作、江幡夏季
- SDC・SOC︰高橋宏和、安田雅、小川英一、岡田仁、萱間一彦
- CVセンター︰日高弓衣、大林玄樹、水寄謙一
- マスター︰御崎芳仁、北野亨、大日方秀光、萩原豊、君島一史、蓑田博光
- 放送進行︰黒坂祐太、安藤茂之、糸井芳恵
- 回線ブッキング：落合俊輔、村上清信、千葉伸一郎
- 電話回線設備︰浅川彦四郎、前島聡、石中史彦、能宗義幸
- CGデザイン：堀江隆臣、藤井彩人、齊藤久志、石渡英明、安田朝実、水落功真、山岸龍、野村俊介、高木陽基
- テロップ︰滝澤美奈子、宮前芳恵、山田昌弘、大嶋俊勝
- 宣伝部：髙木明子、角田久美子
- 宣伝デザイナー：関口憲司
- 編成：横田崇、佐藤俊之、荻野健、吉無田剛
- ネットワーク：鈴木啓祐
- 技術協力：NiTRO
- 美術協力：日テレアート

告知
- - カメラ：奥村誠久
  - AP：沢辺恵美
  - ディレクター：長嶋永知、青山敏雄、成瀬祐太、吉田智
  - プロデューサー：滝澤真一郎、上野尚偉、笠原義博

PR
- - ディレクター：吉田翔、赤木建彦
  - プロデューサー：岡宅真由美、森清知成、所俊輔

デジタルコンテンツ
- - 制作統括：別府彩夏、安部陽介
  - プロデューサー：奥山覚、下迫直樹、永田佳範、崎田浩介、新津沙央理、中村光祐、大貫仁史、小幡一夫、原田渉

〔WEB・ケータイチャリティー〕
- - 制作：清水守、高橋雅也、未武里沙、西澤加奈子、長住理佳、足立広之、鷲巣桃子、寺田健太郎、海老原聡、中塚貴、佐藤司、白倉誠子

〔動画配信〕
- - ディレクター：林健司、山本久美子、岡村香織、寺島学、上野佑馬
  - プロデューサー：海野大輔、添田順

〔データ放送〕
- - 技術：中曽根貴良、髙木静香、吉田宗弘
  - 制作：宮武瑞枝、寺本匠、三宅貴生、清水亜沙美

プロジェクションマッピング
- - プロデューサー：町田聡
  - ディレクター：千葉祐吾
  - 制作：吉川恒平、小橋剛
  - スペースデザイン：中村新市
  - オペレーション：下平和弘
  - 協力：アンビエントメディア、シンク・デザイン、Flapper3、水玉製作所、映像センター

24時間テレビ日産チャリティーイベント
- - 特別協賛：日産自動車
  - TD：篠原昭浩
  - SW：石渡裕二
  - カメラ：小菅由晶
  - MIX：渡辺祐一
  - VE：依田理
  - 照明：千葉雄
  - 音響：嶋村正勝
  - 音効：高橋秀治
  - モニター：大江房夫
  - AP：田中智子、安田奈央
  - ディレクター：福田龍、松﨑秀峰、藤田志帆
  - プロデューサー：今井大輔、山口敦司

警備本部
- - 警備本部：小林暢慎、宇野裕美、永野和重、黒田努、中田洋、佐々木明、大河敏一、大江志都道
  - 副本部長：塩野弥千夫、高鳥一郎
  - 本部長：吾妻光良

汐留本社S1サブ放送本部
- - SW：高田憲一、高梨正利、岩本茂、村松明
  - 音声：中野裕介、加賀金重郎、岡田洋一、荒金俊光、勝又理行、星野正樹
  - 調整：三山隆浩、沼田広美、天内理絵、笈川太
  - VTR出しディレクター：広江孝吉、星野隆夫、佐藤伸一
  - TK・DSS：居波初子、山沢啓子、鈴木リサ、長坂真由美、竹島祐子、山岸由佳、神保よしみ、奈良里美、伊村佳恵
  - ECG：辻根昌枝、千代裕子
  - CMフォーマット：伊藤茉莉衣
  - 技術コーディネート：山下聖司、渡辺邦宏
  - Twitter：藤井良記
  - ダイジェストVTR：町田巨樹、藤崎一成
  - AD：梅本大介
  - プロデューサー：切田美伸、矢澤真

汐留本社S3サブ放送本部
- - TD：佐藤勝義
  - SW：瀧澤壮治
  - 音声：大島康彦
  - 調整：飯島友美、矢田部昭
  - TK：坂本幸子
  - ディレクター：脇山真太朗

汐留本社リモートサブ
- - TD：久保潤哉
  - SW：岩原正明、野平和之
  - MIX：大浦政宣、山田淳
  - スポーツコーダー：佐々木聡史
  - CG技術：鈴木寿晃
  - CGデザイン：高澤広大、里英樹
  - 音効：山本香織
  - TK：石島加奈子、林恵潤佳
  - ディレクター：高橋靖、新井聡史

嵐にしやがれ 24時間テレビスペシャル
- - ナレーター：若本規夫
  - SW：渡辺滋雄
  - 音声：池田正義、三石敏生、青山禎矢、酒井舞、宇野木俊宏
  - CAM：津野祐一、濱川和人、横田将宏、森金昌巨、本間盛幸
  - 調整：佐久間治雄
  - 照明：小川勉
  - 美術：三浦昭彦
  - デザイン：柳谷雅美
  - 装置：新山翼
  - 操作：田中庸之
  - 電飾：佐藤勉
  - 小道具：吉田研二
  - 衣装：芝崎花江
  - 持ち道具：上田薫
  - メイク：林明日香
  - AP：柳喜祥、海老名和香、高梨織江
  - チーフディレクター：上利竜太
  - ディレクター：川上渡、深谷圭二
  - チーフプロデューサー：藤井淳

しゃべくり007
- - ナレーター：立木文彦、真地勇志、森富美（日本テレビアナウンサー）、ラルフ鈴木（日本テレビアナウンサー）
  - SW：米田博之、鈴木健司
  - カメラ：日向野崇、遠藤慎治
  - 音声：中村宏美、太田黒健至
  - 調整：斎藤孝行、佐藤大心
  - 照明：木村弥史、宮田千尋
  - 美術プロデューサー：山本澄子
  - 美術デザイナー：道勧英樹
  - 大道具：永瀬雅俊
  - オブジェ：清水綾乃
  - 電飾：丹野順哉
  - 装飾：高橋吉彦
  - 生花：藤崎華代
  - メイク：松井悦子
  - TK：大岡伸江、春日千佳子
  - 制作進行：竹田卓将
  - AP：内野絵美、川村彩佳、佐藤愛、中村晃子、佐藤みなみ
  - ディレクター：諏訪一三、岩本智也、伊藤航、小林亘、尾之上祐太、中山健志、菅野健治、熊谷芳子、仲西正樹
  - プロデューサー：小野隆史、名田雅哉、檀沙織、石原由季子、吉田一浩、安田友里
  - 演出：相田貴史

世界記録工場
- - ディレクター：外石隆幸
  - プロデューサー：西川宏一
  - 演出：西村明浩

Going!Sports&News
- - 演出：藤野一樹、柳沢英俊、井田隆寛

チャリティー笑点
- - SW：宮崎和久
  - カメラ：赤沢知弘
  - 照明：内藤晋
  - 音声：酒井孝
  - 美術デザイナー：大竹潤一郎
  - 美術プロデューサー：高野泰人
  - 装置：田村佳久
  - 装飾：佐々木洋平
  - 衣装：栗田佐智子
  - メイク：外山奈津子
  - AP：小森佳代子
  - FM：山口裕之
  - ディレクター：岩沢錬、高木裕司
  - プロデューサー：飯田達哉、大畑仁

イモトアヤコと挑む富士登山
- - ナレーター：立木文彦
  - TD：保刈寛之
  - MIX：木村宏志
  - TD・マイクロ：小峰祐司
  - 音声プラン：安楽修平
  - TD・音声：高岡省吾
  - TD・VE：田口徹
  - SW：高橋尚志
  - VE：小澤俊博
  - カメラ：水谷元保、浅田昇、石井英明、石井邦彦、門谷勝
  - 音声：辻直哉、広瀬あかり、板橋翔
  - マイクロ：岡田直紀、磯脇博志、寺澤由明、橋詰聖仁、伊瀬知健一、宮路龍太
  - 照明：星勇次
  - ヘリコTD：岩間知行
  - ヘリコカメラ：小林武親
  - 福島中央テレビ：円谷浩一、猪狩仁宏、藤田潮
  - 撮影協力：ウェックトレック
  - TK：夏目理恵子
  - コーディネーション：円城寺剛
  - AP：池田供子
  - ディレクター：石崎史郎、小野寺健、白井秀知
  - プロデューサー：糸井聖一、岡崎成美

車椅子の姉妹 小笠原ダイビング生中継
- - ナレーター：延友陽子（日本テレビアナウンサー）
  - TD：川村雄一
  - SW：原島伸光
  - CAM：横瀬勉
  - 水中撮影：中川隆、千把秀夫
  - ロケCAM：岩澤治
  - MIX：小澤太
  - AUD：森丈志、小池隆
  - VE：宮崎要裕、河内繁、荒木利幸
  - 資料提供：(株)JTBパブリッシング
  - 写真提供：宮崎日日新聞社
  - 撮影協力：宮崎県ハンディキャップダイビング協会、宮崎県立宮崎海洋高等学校、竹ネイチャーアカデミー、小笠原ダイビングセンター
  - AP：興石将大、吉澤枝里子
  - ディレクター：猪股由太郎、古賀光輝

森三中・大島 88キロからの24時間マラソン
- - ナレーター：立木文彦、奥田民義
  - TD・SW：諏訪勝
  - VE：舘野真也
  - 音声：瀧島要介
  - TD：萩野谷直樹、夏越一徳、高橋一徳、東條和人、本間一美
  - カメラ：今別府元気、熊谷真悟、八木原輝
  - ドライバー：中村佳司
  - 照明：井口弘一郎、河内俊明
  - ENG：松丸明夫
  - 操作：中川清
  - メイク：小野かおり
  - マラソンコーディネーター：坂本雄次、佐藤成人、中川修一、大穀敬太、鈴木幹人、川野竜男、中澤玲子
  - GPS：山倉佳奈
  - ノンリニア：高野和子
  - 制作進行：石井希和、田口美和子、藤井隆介
  - ディレクター：那須太輔、廣瀬由紀子、末延靖章、高野透矢、奥村竜、田澤実、東海林大介、曽我翔、齋藤郁恵、浦川智之、須磨洋太、山口大輔、長田昌之
  - プロデューサー：川邊哲也、阿河朋子、小川明人 / 中村博行

肢体の不自由な少年がシンクロに挑戦
- - ナレーター：真地勇志
  - TD：林洋介
  - SW：村田陸彦
  - カメラ：海野亮
  - 音声：大場悟
  - 水中カメラ：吉村武
  - 照明：四野宮伸恭
  - 協力：和洋九段女子中学校高等学校
  - ディレクター：小室圭子、田中真之
  - AP：川原三穂、吉川美由紀
  - プロデューサー：小野隆史、柴田雅美
  - 演出：宮森宏樹

さよなら国立競技場 間寛平 陸上十種に挑戦!
- - TD：三沢津代志
  - SW：黒木貴博
  - カメラ：今野智道
  - MIX：伊藤義典
  - VE：石坂忠義
  - 照明：佐々木靖
  - モニター：吉邑光司
  - 美術：稲本浩
  - デザイン：北村春美
  - 大道具：赤木直樹
  - メイク：高江洲結子
  - イントレ：加藤力
  - CG技術：宮内聡、小村倫充
  - 音効：加藤つよし
  - ディレクター：吉村真人、長田卓也、藤田飛鳥
  - AP：加藤万紀子
  - プロデューサー：紀内良彦、熊谷暁夫、五十嵐貢、古城戸利香
  - 演出：長谷川孝

日本の美しき名曲中継
- - TD：松尾昌己
  - SW：杉本麻也
  - VE：窪内誠
  - CAM：井ノ口鉱三、東武志
  - 特機：戸崎兼次
  - MIX：小野木晋、櫻田勝博
  - LO：斉藤洋介
  - LD：高橋明宏
  - 協力：華厳宗大本山 東大寺
  - ディレクター：高橋正昭、渡辺健太郎
  - AP：山崎みみ
  - プロデューサー：藤本弘志

歌うことこそ生きる希望 華原朋美 復活までのドラマ
- - ナレーター：掛川裕彦
  - ディレクター：武井正弘
  - AP：佐藤友美
  - プロデューサー：伊藤英恵

24時間ドラマ『今日の日はさようなら』～真実の物語～
- - ナレーター：魚住りえ
  - ディレクター：鹿島健城、横山潤
  - プロデューサー：遠藤英幸

日本列島ダーツの旅的全国1億人インタビュー
- - ナレーター：真地勇志
  - AP：須藤大介
  - ディレクター：大石正通、花田康平、藤山志歩
  - プロデューサー：江尻直孝

ネット企画
- - ナレーター：平野義和
  - ディレクター：森山琢哉、山田大樹
  - プロデューサー：上野真二

●じぇじぇじぇ!137歳の海女さん!?
- - テレビ信州：倉島三雄、浅野健太郎

●ニッポンの心 畳を投げる怪力九州男児
- - 熊本県民テレビ：村川博、楠元英一

●衝撃!日本一ハードな吹奏楽部
- - 札幌テレビ放送：水谷潤子

●日本の朝に仰天!アレが長すぎるニワトリ
- - テレビ新潟放送網：岡和也

●世界遺産・知床 陸海空から三元中継
- - 札幌テレビ放送：早瀬祐介

●鳥の目で見る日本一の清流
- - 高知放送：中嶋淳介、西岡清二

●世界遺産・富士山 ひまわりと太陽の共演
- - 山梨放送：浅川慎二、小田切裕

日本武道館
- - TD：菅谷典彦
  - 音声プラン：中島和真
  - SW：鎌倉和由、松嶋賢一、吉田健治、安藤康一
  - カメラ︰大庭茂嗣、北折雅人、佐藤裕司、梶原悠一、望月達史、水梨潤、蔦佳樹、伊勢本活敬、髙木亮、早川智晃、福田伸一郎、佐藤友孝、山内剛、田代義昭、高野信彦、木藤和久、荻野高康、茅野竜徳、岩永雄允、中村将直、矢作陽一、出野裕史
  - 音声︰原秀彰、清水新太郎、小境健太郎、川合亮、小原正広、宮内貞、滝口祐造、村上正、篠田貴之
  - 調整︰石野太一、小澤郁彌、鈴木雄仁、久野崇文、高橋卓、児玉大輔、中村晋也、鈴木昭博、三崎美貴、吉﨑慶、矢込宏敬
  - 音楽効果：村上義行、金沢裕一、宮川素子、吉田茂、中野瞬
  - 照明：谷田部恵美、平田丈、松山努
  - 美術：牧野沙和
  - デザイン：熊崎真知子、波多野真理
  - 装置︰石原隆、和田修吾
  - 操作︰四之宮克成
  - 電飾︰二階堂哲也、岩井直樹
  - 特殊効果︰内山栄一
  - 装飾︰米山幸市
  - メイク︰鬼頭恵美
  - VTR出しディレクター：高橋慎耶、奥河内都、中山敦雄
  - ステージング：MIKO、小堀理恵子
  - TK：中村ひろ子、矢島由紀子、桜井えみこ、田中彩、山際慎子
  - 編曲：たかしまあきひこ、しかたたかし
  - オーディオコーディネーター：鳥飼弘昌
  - 演奏：ガッシュアウト、フェイスミュージック
  - コーラス：フィジー、ミュージッククリエイション / 日テレ学院
  - 手話コーラス隊：愛の小鳩事業団
  - アシスタント：日本テレビイベントコンパニオン
  - 日テレ学院コーラスコーディネーター：飯田啓之、川原井宏実、大西麗
  - ゲストフォロー：松原正典、南波昌人、加藤晋也、高尾あずみ、島田総一郎、髙松明央
  - フロアディレクター：舟澤謙二、長谷川賢一、氣賀澤宏隆、高橋康之、栗原憲也、宇津浩二、影山幸子、後藤喬之、徳永清孝、藤野はるか、櫛山慶、宮太一、渡邊友一郎、畠山剛治、水野格
  - プロデューサー：伊東修、杉本光一朗、森下典子、江成真二

ニッポンの家族
- - ナレーター：三村ロンド
  - AP：髙橋保乃、照井ゆずみ
  - ディレクター：佐谷直子、大原正也、鈴嶋直子、廣田健介、中井康二、福井翔一郎
  - 演出：鈴木守、川崎文平
  - プロデューサー：小島俊一、神尾育代、森栄一郎、黒川こず枝

福島の子どもたちへ～ウクライナの歌姫が贈る希望の唄～
- - ディレクター：今野恒

真矢みきが涙の再会 ガレキの中の小さな花屋さん
- - ナレーター：真矢みき
  - ディレクター：長井香織

日本人の絆を集めて作る88マラソンゴールゲート
- - AP：酒井正義
  - デスク：越波央
  - ディレクター：前川瞳美、永井大輔、高山利成、小林周一
  - プロデューサー：林田竜一

ギネス世界記録「8の字跳び」に挑戦
- - SW：三井隆裕
  - CAM：山田祐一
  - MIX：中村一男
  - VE：福原和益
  - 美術：栗原和也
  - デザイン：柿崎愛子
  - 装置：橋本洸平
  - 操作：小笠原憲仁
  - メイク：土屋裕子
  - CG：藤田成弥、坂巻壮
  - ディレクター：塚田直之、山嶋将義、鈴木浩晃、尾越功
  - 制作進行：冨永祐一
  - プロデューサー：岡里有佑子
  - 演出：滝田朋之、川本賢一郎

燃え上がれ！青春と友情 高校ダンス甲子園
- - ナレーター：平井誠一
  - 大道具：下吉克明
  - メイク：栗原真理亜
  - ディレクター：渡辺正人、柴山悟史、水沼保和
  - 演出：武石政人
  - プロデューサー：牛丸謙壱、錦信次、笠井彩

ニッポンのご当地キャラ 東西対抗200mリレー
- - 演出：望月崇史

右足を失った少女が目指す屋久島縄文杉
- - ナレーター：奥田民義
  - カメラ：山田大輔、志村孝幸
  - 音声：飯島秀和、加藤恵理子
  - 協力：屋久島観光協会
  - AP：水田英子
  - ディレクター：鎌田泰子
  - プロデューサー：栄永英幸
  - 演出：田頭悟

AKB48とダウン症ダンスチームが夢のステージに挑戦!
- - 振付：牧野アンナ
  - ディレクター：花蔭篤
  - 演出：久保田克重
  - プロデューサー：黒岩敏一

二宮和也の日本調査
- - ナレーター：佐藤賢治
  - カメラ：磯野伸吾
  - 音声：松橋利行
  - バーチャル：塚越千恵、齊藤利紀
  - 編集：木村有宏
  - MA：阿世知貴彦
  - 音効：中村由紀
  - AP：今泉昌子
  - ディレクター：山井貴超、及川桂一、奈須亮三
  - 演出：橋本和明
  - プロデューサー：坂本真起子

魔法のキャンバスに描くふるさとの海
- - 演出：藤森真実
  - ディレクター：鈴木和昭、加藤健太

あの日歌えなかった卒業の合唱 今日新たなる旅立ちの歌
- - ナレーター：櫻井翔
  - TD：阿部和彦
  - MIX：佐々木学
  - CAM：鈴木哲也
  - 技術協力：ミヤギテレビ
  - ロケ技術 CAM：青木芳行
  - 協力：音楽ホール槌音プロジェクト、大槌中央公民館、大槌中学校教職員・卒業生のみなさん、大槌町のみなさん、軽井沢町
  - AP：原田里美
  - ディレクター：宮本将孝
  - プロデューサー：羽村直子

日本人が命を落とした戦場 生涯をかけて守った友との約束
- - ロケ技術：稲田晃宏、二宮塁
  - OG：谷本篤史
  - 映像提供：高知放送
  - 写真提供：高知新聞社
  - ディレクター：柳瀬寿明
  - AP：山脇瞳
  - プロデューサー：佐藤理恵
  - 演出：川俣和也

松本潤と耳の不自由な子どもたちが刻むタップダンス
- - ナレーター：松本潤
  - カメラ：三浦貴広
  - 手話アドバイザー：高木里華
  - 手話通訳士：麻生かおり
  - タップ指導：Keisuke（LiBLAZE）、NON、nana、Yuko、MAYA、emi
  - AP：灘村満理
  - ディレクター：黒石岳志
  - プロデューサー：八木田祐子

上戸彩・福島リポート立ち入り禁止区域で娘を探し続ける父
- - 語り：上戸彩
  - 取材ディレクター：黒田沙季
  - ディレクター：石野浩史
  - 演出：石田昌浩
  - プロデューサー：若林愛美、内田久美子

森光子の生涯とジャニーズの絆
- - ナレーター：窪田等
  - CAM：杉中敏行
  - AP：済本明里
  - ディレクター：川端鉄也
  - プロデューサー：相川弘隆

日本列島横断 スターものまね天気予報
- - AP：小森亮
  - ディレクター：佐津川陽、川上修
  - プロデューサー：萩原朋子

FAX
- - ディレクター：藤村利晴、佐藤ゆうし、下田和則、小野日出紀
  - プロデューサー：森下泰男、斎藤みさ子
  - 演出：吉川真一朗
- 武道館出演者統括：内藤智子、光岡裕子、脇阪真琴、植原佳世子、森田佳苗
- 武道館運営：野崎麻由美、石塚理、石井崇、北野由佳子、前田華奈衣
- 協力：日本武道館
- 制作協力：IVSテレビ制作、アガサス、アクロ、AX-ON、アバンズゲート、いまじん、えすと、エムファーム、オンリー・ワン、キューアップ、極東電視台、クランクレスト、コール、コスモ・スペース、ゴッドキッズ、ザイオン、ザ・ワークス、ジッピー、仁プロデューシング、厨子王、創輝、てっぱん、日企、日テレイベンツ、パッション、パンドラ、フォアキャスト・コミュニケーションズ、フルタイム、フォーミュレーション、ブームアップ、マイ・プラン、モスキート、ユニオン映画、ランナーズ・ウェルネス、ロール・ワン、ワーク24
- チャリTシャツデザイン：草間彌生、大野智
- 構成：桜井慎一、川上トリオ、ヒロハラノブヒコ、アリエシュンスケ、木南広明、林田晋一 / 安達譲、石塚祐介、内海譲司、遠藤佳三、尾首大樹、大谷裕一、川野将一、木野聡、近藤祐次、坂本茜、佐藤かんじ、沢口義明、城啓介、杉山奈緒子、鈴木重夫、竹尾明子、高梨武志、田中利明、とちぼり元、成瀬正人、長谷川勉、藤井靖大、三木睦郎、安田聡太、山西伸彦、横山誠一

「24時間テレビ」チャリティー委員会事務局
- - 事務局長：高見俊彰
  - 事務局：保坂昌宏、武井実、伊藤喜三郎、西尾麻衣子、薄井真奈、坂本奈津、梅村由紀 / 全国のボランティアの皆さん、草の根チャリティーネットワーク
- 制作進行：東原祐子、西村友美、古賀絢子
- 制作：菊池剛太、長尾泰希
- 武道館ディレクター：久木野大、上田崇博、川口信洋、井上尚也、小松正樹、市川隆
- 汐留本社S1サブディレクター：伴在正行、佐々竜太郎、小田玲奈、鈴間広枝、岩鼻優
- S1サブ演出：高橋利之、福士睦、川邊昭宏
- 全体進行：斉藤寿
- プロデューサー：遠藤正累、松本京子、岩下英恵
- 武道館演出：福田逸平太
- 総合プロデューサー：田中宏史
- 総合演出：古立善之
- チーフプロデューサー：加藤幸二郎
- 制作指揮：佐野譲顯
- 製作著作：日本テレビ